# Gemeine Florfliege

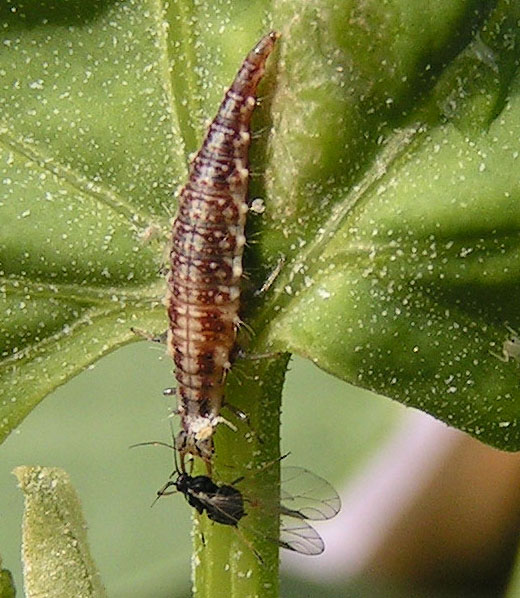
Larve der Gemeinen Florfliege mit Blattlaus als Beute

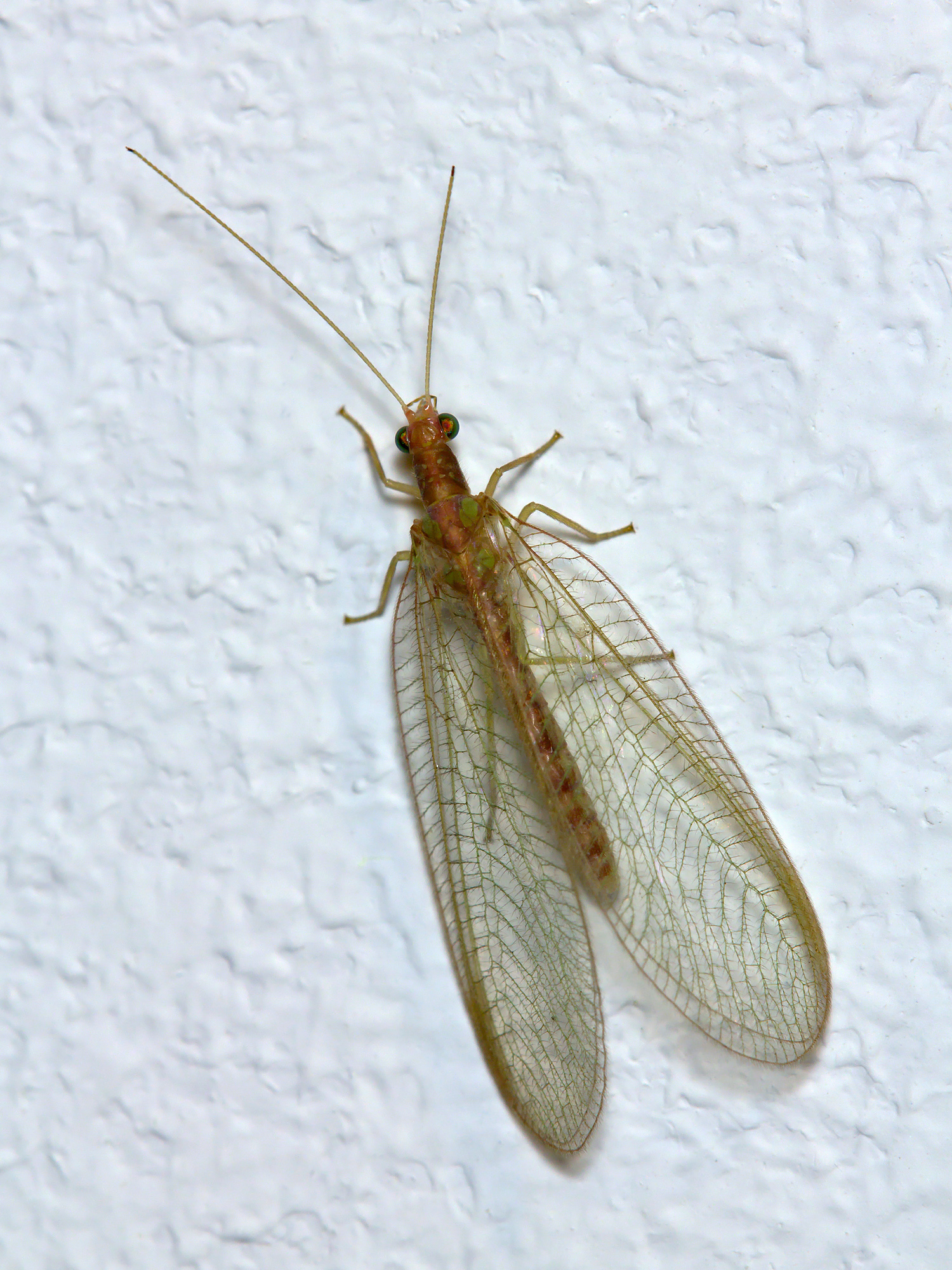
Braun gefärbte Florfliege im Winter, hier an einer Zimmerwand

Die Gemeine Florfliege oder Grüne Florfliege (Chrysoperla carnea s. l.) ist ein Netzflügler der Familie der Florfliegen (Chrysopidae). Sie wurde 1999 in Deutschland zum Insekt des Jahres gewählt.

## Merkmale
Die Tiere erreichen eine Flügelspannweite von 15 bis 30 Millimetern. Sie haben einen langen und schlanken, grün (oder braun, s. u.) gefärbten Körper. Ihre Flügel, die in Ruhestellung über dem Hinterleib dachartig angelegt werden, haben eine dichte, grüne Flügeladerung. Ihre halbkugelförmigen Facettenaugen sind deutlich hervortretend und schillern in Regenbogenfarben.
Die ansonsten grünen Tiere der Kleinarten Ch. carnea und Ch. pallida verfärben sich vor der Überwinterung braun und nach der Überwinterung wieder grün, während die Individuen von Chrysoperla lucasina ihre grüne Körperfärbung nicht verändern.
Als Vertreter der Unterfamilie Chrysopinae besitzen die Tiere ein Hörorgan an der Basis der Vorderflügel.

## Vorkommen
Die Gemeine Florfliege kommt – außer in Australien – weltweit vom Flachland bis in hohe Lagen vor und ist weit verbreitet. Pro Jahr entwickeln sich mehrere, überlappende Generationen.

## Lebensweise
Die meist dämmerungsaktiven Imagines ernähren sich von Pollen, Nektar und Honigtau, den sie von Blattläusen  erhalten. Am Tag sitzen sie versteckt unterhalb von Blättern. 
Die Tiere überwintern als Imagines in Dormanz in trockenem Laub oder an geschützten Orten, wie etwa in hohlen Baumstämmen, auf Dachböden oder in Fensterritzen.

## Paarung und Entwicklung

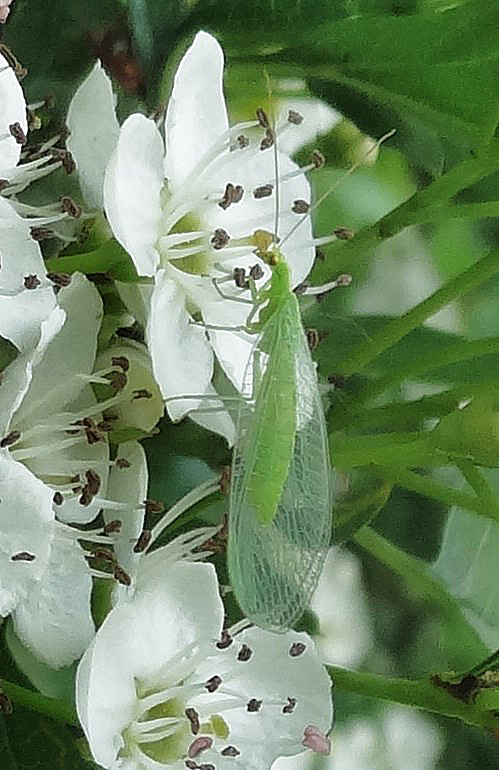
Gemeine Florfliege auf Weißdornblüten

Nach der Überwinterung vibrieren paarungsbereite Männchen mit ihrem Hinterleib, um Weibchen anzulocken. Weibchen, die solche Vibrationen wahrnehmen, beginnen ihrerseits mit Vibrationen. Nach der Paarung legen die Weibchen ihre Eier, die an langen Stielen befestigt werden, in Reihen an Stängeln oder Blättern in der Bodenvegetation, auf Büschen oder auch auf Bäumen ab. Der Stiel besteht aus dem Sekret aus den Anhangdrüsen des Geschlechtsapparates, das sich sehr schnell verfestigt. So sollen die Eier von Fressfeinden als auch vor Kannibalen geschützt sein. Sie werden bevorzugt in der Nähe von Blattlauskolonien aufgestellt. Weibchen können abhängig von Temperatur und Nahrung bis zu 20 Eier pro Tag, insgesamt 400 bis 700 Eier ablegen. Wiederum temperaturabhängig beträgt die Entwicklungszeit der Eier drei bis zehn Tage.
Die Larven (Blattlauslöwen) ernähren sich räuberisch-polyphag von verschiedenen kleinen Insekten, besonders von Blattläusen, aber auch von Zikaden, Raupen, Käferlarven und Milben. Die Larven erreichen Längen von 7 bis 8 mm und haben drei Paar Brustfüße. Der Körper ist langgezogen und gelblich-grau gefärbt. Während ihrer Entwicklung, die je nach Temperatur 8 bis 18 Tage dauern kann, fressen sie 200 bis 500 Blattläuse oder bis zu 10.000 Eier und Larven von Spinnmilben. Sie sind dadurch als Schädlingsbekämpfer beliebt und werden auch für die biologische Schädlingsbekämpfung gezüchtet. Die Beute wird mit aus Maxillen und Mandibeln zusammengewachsenen Saugzangen gepackt und durchbohrt. Anschließend wird das Opfer ausgesaugt. Danach werden die leeren Hüllen an Borsten am Hinterleib der Larven befestigt und dienen dann als Tarnung. Die Verpuppung findet in einem leicht durchsichtigen, runden Kokon statt.

## Taxonomie
Die Gemeine Florfliege wird in der Gattung Chrysoperla im Tribus Chrysopini der Unterfamilie Chrysopinae innerhalb der Familie der Florfliegen (Chrysopidae) geführt.
Der taxonomische Status des carnea-Komplexes ist derzeit noch weitgehend ungeklärt. Unter Chrysoperla carnea s. l. wird aktuell ein Komplex einiger kryptischer Kleinarten verstanden, die von einer Arbeitsgruppe um Henry und Duelli aufgrund der jeweils charakteristischen (vor der Kopulation produzierten) Substratvibrationen („Werbegesänge“) der Gruppen, der sogenannten „song-morphs“, voneinander getrennt wurden. Eine Korrelation mit morphologischen Merkmalen scheint allerdings außerordentlich schwierig. Es ist noch nicht überzeugend geklärt, welchen taxonomischen Status die Vibrationsphäna haben. Bislang auf Artniveau abgegrenzt sind die Taxa Chrysoperla carnea s. str. (Stephens, 1836) (also die „echte“ Ch. carnea), Chrysoperla lucasina (Lacroix, 1912) und Chrysoperla pallens Henry, Brooks, Duelli & Johnson 2002. Andere charakteristische Vibrationsphäna (maltese, generator etc.) sind noch nicht abschließend geklärt.